# Hermann August Kippenberg

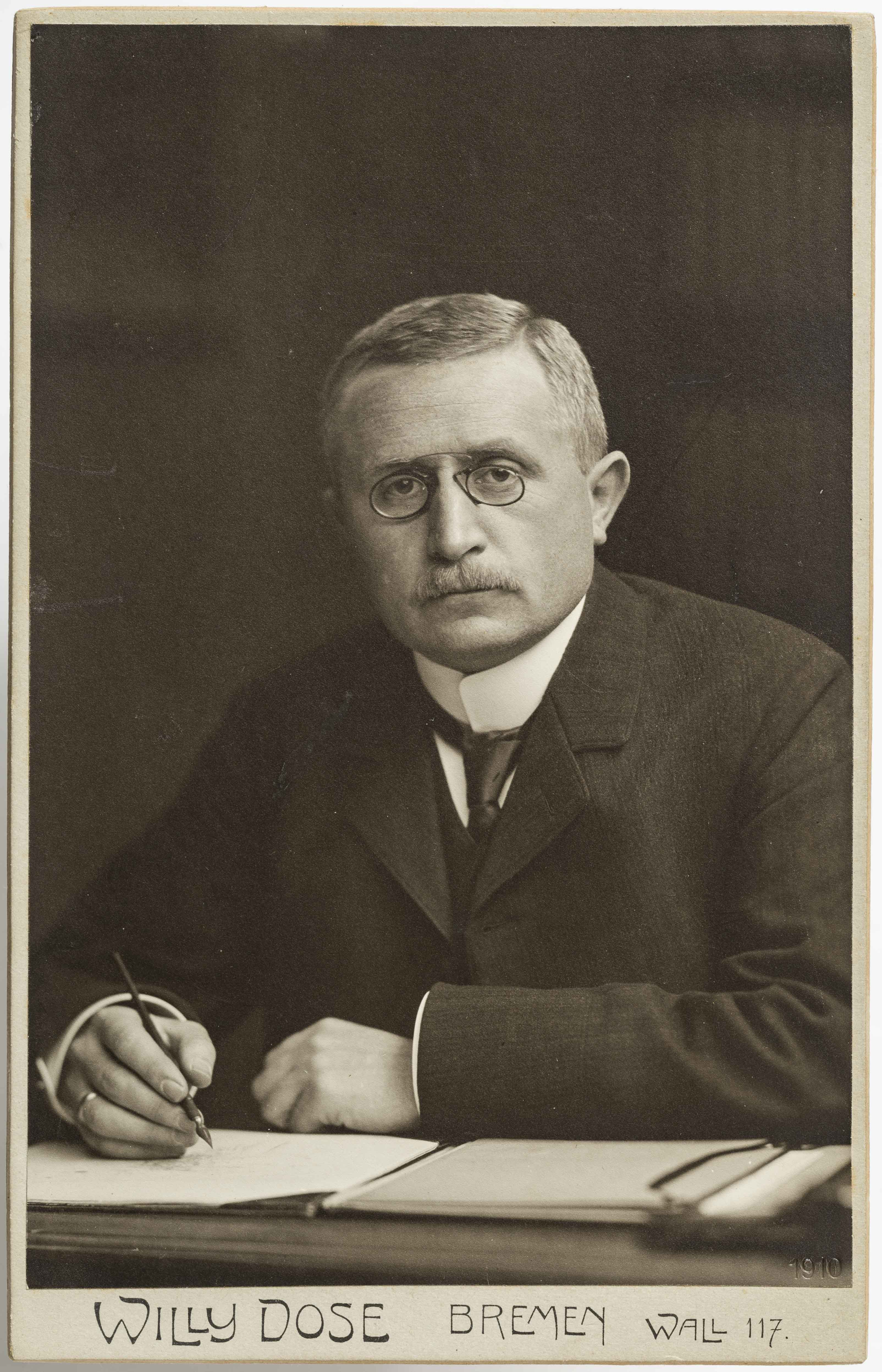
Hermann August Kippenberg 1910

Hermann Ludwig August Kippenberg (* 4. September 1869 in Bremen; † 16. Januar 1952 in Bremen) war ein deutscher Pädagoge.

## Biografie
Hermann August Kippenberg war der Sohn des Schulgründers Carl Friedrich Hermann August Kippenberg (1830–1889) und der Schulleiterin Johanne Kippenberg (1842–1925). Er wuchs mit weiteren neun Geschwistern auf. Er absolvierte das Alte Gymnasium in Bremen und studierte Philologie an der Universität Freiburg, der Friedrich-Wilhelms-Universität Berlin, der Universität Kiel und der Universität Leipzig. 1892 wurde er zum Dr. phil. promoviert auf Grund der Studie: Robinson in Deutschland bis zur Insel Felsenburg.
1895 wurde er Lehrer an der privaten Höheren Töchterschule in Bremen, dem späteren Kippenberg-Gymnasium. Nachdem sein Vater August Kippenberg 1889 starb und seine Mutter Johanne Kippenberg weitere 15 Jahre die Schule leitete, übernahm er ab 1904 die Schulleitung. Das Schulgebäude lag damals noch in der Straße Am Wall. 1909 wurde er zum Professor ernannt. Unter seiner Leitung wurden zunehmend Akademiker als Lehrer eingestellt. 1912 gab die Schule die Ausbildung von Volksschullehrern auf. Nach dem Ersten Weltkrieg sanken aufgrund der wirtschaftlichen Not die Schülerzahlen. 1922 verlor die Schule den Status einer Privatschule und sie wurde ein öffentliches Lyzeum; die Schulleitung verblieb bei Kippenberg. Er trat 1935 in den Ruhestand.
Kurz nach dem Novemberpogrom, im Dezember 1938, sagte Kippenberg bei einem Empfang laut und deutlich, „daß das Vorgehen gegen die Juden ein großes Unrecht sei, das man stark kritisieren müsse.“ Diese Äußerung wurde einem Parteiamtsträger berichtet, der Kippenberg vorlud; dieser bestätigte bereitwillig seine Aussage. Er wurde nur insofern bestraft, als er aus einer leitenden Stelle des Volksbunds für das Deutschtum im Ausland ausgeschlossen wurde.
1941 gründete er die Goethe-Gesellschaft in Bremen, deren Präsident in Deutschland (Weimar) seit 1938 sein Bruder war, der Verleger Anton Kippenberg (1874–1950).